# Берестово (Лихославльский район)
Берестово — деревня в Лихославльском районе Тверской области России.
Административно входит в состав муниципального образования — Вёскинское сельское поселение.

## История
До 1861 года владельческая деревня при колодце. В 1859 году в деревне насчитывалось 15 дворов и проживало 95 человек.
Деревня входила в состав Новоторжского уезда, Тверской Губернии до 1917 в составе Российской империи, с 1917 по 1929 — в составе РСФСР. С 1929 года в составе Лихославльского района.
В деревне родился физик-ядерщик В. А. Друин.